# Charles R. Burton
Pour les articles homonymes, voir Burton.
Cet article possède un paronyme, voir Charles Burton.
Charles Robert Burton (13 décembre 1942 - 15 juillet 2002) est un explorateur britannique. Il prend part à l'expédition Transglobe, la première expédition à faire un circumpolaire, c'est-à-dire le tour du monde par les pôles. 

## Biographie
Charlie Burton est né au Cap (Afrique du Sud). Il fréquente l'école Millfield, puis rejoint les Forces armées britanniques, au service du corps d'élite Special Air Service, puis avec diverses entreprises privées de sécurité. Avec Sir Ranulph Fiennes, il passe environ quatre ans dans l'organisation de l'expédition Transglobe et aide à la collecte de fonds. Après l'expédition, Burton retourne à la sécurité. Il n'est jamais allé sur une autre expédition. Il est décédé à son domicile dans le village de Framfield dans le Sussex.